# UnREAL
Unreal ist eine US-amerikanische Drama-Fernsehserie, die von Juni 2015 bis Juli 2018 auf Lifetime ausgestrahlt wurde. Die Serie handelt von der Produktion der fiktiven Reality-TV-Show Everlasting, die an Der Bachelor angelehnt ist, und den Konflikten hinter der Kamera. Im deutschsprachigen Raum wurde die Serie seit dem 10. Juni 2016 exklusiv bei Prime Video (ehemals Amazon Video) veröffentlicht. Am 6. Juli 2015 wurde die Serie für eine zweite Staffel verlängert. Im Juni 2016 wurde eine dritte Staffel bestellt, welche ab dem 26. Februar 2018 im amerikanischen Fernsehen ausgestrahlt wurde. Seit 26. Februar 2018 ist die dritte Staffel ebenfalls bei Prime Video verfügbar. Eine vierte Staffel mit acht (statt zuvor zehn) Episoden wurde noch vor Ausstrahlung der dritten Staffel bestellt. Die komplette vierte und letzte Staffel wurde am 16. Juli 2018 auf Hulu veröffentlicht. Die deutschsprachigen Folgen der vierten Staffel sind seit dem 14. September 2018 auf Prime Video verfügbar.

## Handlung

### Staffel 1 und 2
Die Serie handelt von der Produktion einer fiktiven (Dating-)Reality-Show namens Everlasting, welche konzeptionell stark an Der Bachelor angelehnt ist. Im Mittelpunkt steht hierbei die Producerin Rachel Goldberg, deren Aufgabe es ist, möglichst gute O-Töne der Show-Teilnehmerinnen und gute Bilder für das Fernsehen zu bekommen. Dafür werden die Kandidatinnen von ihr ausgehungert, alkoholisiert oder Gerüchte unter ihnen gestreut, um Konflikte zu provozieren. Auch vor anderen psychischen Druckmitteln schreckt sie nicht zurück, was sie jedoch unter Gewissensbissen leiden lässt.
Rachel hat jedoch selbst einige private Probleme, die die Arbeit an der Show behindern: Die Produktion der Sendung hatte sie einst so stark belastet, dass sie in einem Wutanfall die Kulisse der Show stark demolierte und infolgedessen vom Sender verklagt und nach einem weiteren Zusammenbruch alkoholabhängig wurde. Des Weiteren hatte sie einst eine Beziehung mit dem Kameramann Jeremy Caner, welcher immer noch nicht über sie hinweg ist.
Vor allem aber wird Rachel von finanziellen Sorgen geplagt, die sie dazu zwingen, mit allen möglichen Mitteln auf die Kandidatinnen einzuwirken, um sie stark vor der Kamera bloß zu stellen – denn für besonders „krasse“ Fernsehbilder wie Notarzt-Einsätze, psychische Zusammenbrüche der Kandidatinnen o. Ä. winken Geldprämien für die jeweiligen Aufnahmeleiter, die auf diese angewiesen sind.
Letztendliche Strippenzieherin der Show ist die rücksichtslose Executive Producerin Quinn King, die die Produktion überwacht und auch ihr Produktionsteam unter Druck setzt, um gute Bilder für die Show zu liefern.

### Staffel 3
In der dritten Staffel der Serie wird eine fiktive Show entwickelt, die konzeptionell an das Reality-Show Format Die Bachelorette angelehnt ist. Dabei steht diesmal eine Frau im Mittelpunkt mit mehreren Männern als Teilnehmern an der Reality-Show.

### Staffel 4
In der vierten Staffel geht es um eine neue Version, die an Bachelor in Paradise erinnert. Anstatt einer Person im Mittelpunkt geht es um verschiedene Charaktere, alles Teilnehmer vergangener Staffeln, genannt All-Stars.

## Besetzung und Synchronisation
Die deutsche Synchronisation entstand unter der Dialogregie von Boris Tessmann und Karlo Hackenberger nach Dialogbüchern von Tessmann, Peggy Sander, Mario von Jascheroff, Jennifer Schöngarth, Michael Bartel und Ulrich Johannson durch die Synchronfirma Interopa Film GmbH in Berlin.
| Rolle                   | Schauspieler           | Hauptrolle (Episoden) | Nebenrolle (Episoden)             | Synchronsprecher                                  |
| Crew                    | Crew                   | Crew                  | Crew                              | Crew                                              |
| ----------------------- | ---------------------- | --------------------- | --------------------------------- | ------------------------------------------------- |
| Rachel Goldberg         | Shiri Appleby          | 1.01–4.08             |                                   | Julia Kaufmann                                    |
| Quinn King              | Constance Zimmer       | 1.01–4.08             |                                   | Anke Reitzenstein                                 |
| Chet Wilton             | Craig Bierko           | 1.01–4.08             |                                   | Peter Flechtner                                   |
| Jay Carter              | Jeffrey Bowyer-Chapman | 1.01–4.08             |                                   | Karlo Hackenberger                                |
| Jeremy Carver           | Josh Kelly             | 1.01–3.10             |                                   | Boris Tessmann                                    |
| Shia                    | Aline Elasmar          | 1.01–1.07             | 1.10                              | Marieke Oeffinger                                 |
| Graham                  | Brennan Elliott        | 3.01–4.08             | 1.01–2.10                         | Nicolas Böll                                      |
| Madison                 | Genevieve Buechner     | 3.01–4.08             | 1.01–2.10                         | Sarah Alles                                       |
| Dr. Wagerstein          | Amy Hill               |                       | 1.01–2.10                         | Silvia Mißbach                                    |
| Lizzie                  | Siobhan Williams       |                       | 1.01–1.08                         | Nadine Heidenreich                                |
| Regieassistent Sam      | Graeme McComb          |                       | 1.01–1.10                         | Amadeus Strobl                                    |
| Regieassistent Dan      | Donavon Stinson        |                       | 1.01, 2.01–4.08                   | Raúl Richter                                      |
| Brad                    | Martin Cummins         |                       | 1.06–2.01                         | Tobias Kluckert                                   |
| Gary                    | Christopher Cousins    |                       | 2.01–2.04, 2.07, 2.10             | Peter Reinhardt (2.01) Oliver Siebeck (2.02-3.10) |
| Coleman Wasserman       | Michael Rady           | 2.02–2.10             |                                   | Bastian Sierich                                   |
| Dr. Simon               | Brandon Jay McLaren    |                       | 3.01–3.10                         | Charles Rettinghaus                               |
| Charlie                 | Chelsea Hobbs          |                       | 3.03–3.10                         | Josephine Schmidt                                 |
| Fiona Berlin            | Tracie Thoms           |                       | 3.07–4.08                         | Almut Zydra                                       |
| Tommy Castelli          | François Arnaud        | 4.01–4.08             |                                   | Florian Clyde                                     |
| Teilnehmer              |                        |                       |                                   |                                                   |
| Adam Cromwell           | Freddie Stroma         | 1.01–1.10             | 2.06–2.07                         | David Turba                                       |
| Anna Martin             | Johanna Braddy         | 1.01–1.10             |                                   | Magdalena Turba                                   |
| Grace                   | Nathalie Kelley        | 1.01–1.10             |                                   | Alice Bauer                                       |
| Faith Duluth            | Breeda Wool            | 1.01–1.09             | 4.05                              | Anja Stadlober                                    |
| Mary Newhouse           | Ashley Scott           | 1.01–1.07             |                                   | Melanie Hinze                                     |
| Shamiqua                | Christie Laing         |                       | 1.01–1.08                         | Sarah Méndez García                               |
| Maya                    | Natasha Wilson         |                       | 1.01–1.07, 4.01–4.08              | Sandrine Mittelstädt                              |
| Pepper                  | Stephanie Bennett      |                       | 1.01–1.05                         | Esra Vural                                        |
| Tanya                   | Andrea Brooks          |                       | 1.01–1.04                         | Josefin Hagen                                     |
| Athena                  | Natasha Burnett        |                       | 1.01–1.04                         | Alexandra Wilcke                                  |
| Crystal                 | Melissa Elias          |                       | 1.01–1.04                         | Anna Gamburg                                      |
| Britney                 | Arielle Kebbel         |                       | 1.01–1.02, 1.10                   | Dascha Lehmann                                    |
| Rita                    | Elise Gatien           |                       | 1.01–1.02                         | Daniela Grubert                                   |
| Darius Beck             | B. J. Britt            | 2.01–2.10             |                                   | Ricardo Richter                                   |
| Yael alias „Hot Rachel“ | Monica Barbaro         | 2.01–2.10             |                                   | Wicki Kalaitzi                                    |
| Tiffany James           | Kim Matula             | 2.01–2.10             |                                   | Josephine Schmidt                                 |
| Chantal                 | Meagan Tandy           | 2.01–2.10             |                                   | Tina Haseney                                      |
| Ruby Carter             | Denée Benton           | 2.01–2.05, 2.08, 2.10 |                                   | Carolina Vera                                     |
| Jameson                 | Karissa Tynes          |                       | 2.01–2.08                         | Tanya Kahana                                      |
| Beth Ann                | Lindsay Musil          |                       | 2.01–2.06                         | Lydia Morgenstern                                 |
| Dominique               | Elizabeth Whitmere     |                       | 2.01–2.05                         | Jessica Walther-Gabory                            |
| London                  | Sunita Prasad          |                       | 2.01–2.04                         | Anna Gamburg                                      |
| Hayley                  | Jessica Sipos          |                       | 2.01–2.04                         |                                                   |
| Brandi                  | Monique Ganderton      |                       | 2.01–2.03                         | Cathlen Gawlich                                   |
| August Walker           | Adam Demos             | 3.01–4.08             |                                   | Jaron Löwenberg                                   |
| Alexi Petrov            | Alex Sparrow           | 3.01–3.08             | 4.01–4.04                         | Tim Knauer                                        |
| Serena Wolcott          | Caitlin Fitzgerald     | 3.01–3.10             |                                   | Giuliana Jakobeit                                 |
| Jasper Hunt             | Bart Edwards           | 3.01–3.10             |                                   | Nico Sablik                                       |
| Owen Boyd               | Alex Hernandez         | 3.01–3.10             |                                   | Sebastian Schulz                                  |
| Zach Taylor             | Melvin Gregg           |                       | 3.01–3.07                         | Karim El Kammouchi                                |
| Guy Moretti             | Terry Chen             |                       | 3.01–3.06                         | Michael Deffert                                   |
| Warren Johnson          | Marcus Rosner          |                       | 3.01–3.06                         | Felix Spieß                                       |
| Billy Byrd              | Tyler Hynes            |                       | 3.01–3.04                         | Marcel Collé                                      |
| Preston Palmer          | Cameron Bancroft       |                       | 3.01–3.03                         | Frank Röth                                        |
| Norman                  | Joe Abraham            |                       | 3.01                              | Viktor Neumann                                    |
| Candy Coco              | Natalie Hall           | 4.01–4.08             |                                   | Alice Bauer                                       |
| Noelle Jackson          | Meagan Holder          | 4.01–4.08             |                                   | Anita Hopt                                        |
| Rodrigo                 | Alejandro Muñoz        | 4.01–4.08             |                                   | Sebastian Christoph Jacob                         |
| Roger Lockwood          | Tom Brittney           |                       | 1.03, 4.01–4.08                   | Ricardo Richter                                   |
| Sofia                   | Meghan Heffern         |                       | 4.01–4.07                         | Jodie Blank                                       |
| Jack                    | Christopher Russell    |                       | 4.01–4.07                         | Roman Wolko                                       |
| Skye                    | Alli Chung             |                       | 4.01–4.04                         | Anne Patricia Nilles                              |
| Weitere                 |                        |                       |                                   |                                                   |
| Cynthia Wilton          | Sonya Salomaa          |                       | 1.02–1.04, 1.08, 4.05             | Sabine Mazay (1.02–1.08) Claudia Gáldy (4.05)     |
| Dr. Olive Goldberg      | Mimi Kuzyk             |                       | 1.03, 1.10, 2.07–2.08, 3.06, 3.08 | Heide Domanowski                                  |
| Asa Goldberg            | Barclay Hope           |                       | 1.03, 3.05–3.08                   | Erich Räuker                                      |
| Romeo                   | Gentry White           | 2.01–2.04, 2.07, 2.10 |                                   | Jan Makino                                        |
| John Booth              | Ioan Gruffudd          |                       | 2.05–2.09                         | Johannes Berenz                                   |
| Crystal                 | Kassandra Clementi     |                       | 3.01–3.02, 3.05, 3.09–3.10        | Gabrielle Pietermann                              |

## Hintergrund
Die Serie basiert auf dem Kurzfilm Sequin Raze aus dem Jahr 2013. Produzentin dieses Films war Sarah Gertrude Shapiro, welche bei UnREAL Ideengeberin und Produzentin ist. Shapiro war von 2002 bis 2004 Produzentin bei The Bachelor. Erfahrungen von dieser Produktion ließ sie in das Konzept der fiktiven Show Everlasting bei UnREAL einfließen.
Im Juni 2016 startete Lifetime ein Spin-off namens The Faith Diaries. In der zehnteiligen Webserie wird der Lebensweg von Faith Duluth, Kandidatin aus Staffel 1, erzählt, die nach ihrem Ausscheiden aus Everlasting nach Los Angeles reist.